# Big Iron World
Big Iron World är ett album av Old Crow Medicine Show, utgivet 2006. Liksom föregångaren Old Crow Medicine Show producerades det av David Rawlings.
På det här albumet bidrog Rawlings också som låtskrivare, bland annat på låten "I Hear Them All" som han själv spelade in på sitt debutsoloalbum A Friend of a Friend (2009).

## Låtlista
1. "Down Home Girl" (Arthur Butler/Jerry Leiber) - 3:47
2. "Cocaine Habit" (traditionell) - 2:42
3. "Minglewood Blues" (Noah Lewis) - 2:51
4. "My Good Gal" (Ketcham Secor) - 4:18
5. "James River Blues" (Critter Fuqua/David Rawlings/Ketcham Secor/Willie Watson) - 3:06
6. "New Virginia Creeper" (Critter Fuqua/Ketcham Secor) - 2:21
7. "Union Maid" (Woody Guthrie) - 2:36
8. "Let It Alone" (traditionell) - 3:01
9. "God's Got It" (David Rawlings/Ketcham Secor/Willie Watson) - 2:38
10. "I Hear Them All" (David Rawlings/Ketcham Secor) - 3:05
11. "Don't Ride That Horse" (David Rawlings/Ketcham Secor/Willie Watson) - 3:04
12. "Bobcat Tracks" (David Rawlings/Ketcham Secor/Willie Watson) - 3:03

## Medverkande
- Critter Fuqua - banjo, slidegitarr, guitjo, sång
- Kevin Hayes - gitarr, sång
- Morgan Jahnig - kontrabas
- Ketcham Secor - fiol, gitarr, munspel
- Willie Watson - gitarr, sång
- David Rawlings - tolvsträngad gitarr
- Gillian Welch - trummor